# Courbesseaux
Courbesseaux – miejscowość i gmina we Francji, w regionie Grand Est, w departamencie Meurthe i Mozela.
Według danych na rok 1990 gminę zamieszkiwały 184 osoby, a gęstość zaludnienia wynosiła 29 osób/km² (wśród 2335 gmin Lotaryngii Courbesseaux plasuje się na 861. miejscu pod względem liczby ludności, natomiast pod względem powierzchni na miejscu 891.).